# Стари хамам у Новопазарској Бањи
Стари хамам у Новопазарској Бањи подигнут је у XVI веку и заштићен је као споменик културе од 1970. године.

## Историја
Хамам је подигнут у XVI веку о чему сведочи камена спомен-плоча изнад главног улаза на којој постоји натпис на османском језику. Натпис на османском језику потиче из 1593/94. године. Термална бања је на натпису окарактерисана као боља од свих других на земљи и као рај за заљубљене. Хазиф Ахмед-паша се као задужбинар помиње у неколико дела, укључујући и дела путописца Евлија Челебија. Архитекте су пронашле спону између ове грађевине и цариградског хамама који је саграђен по налогу ћерке Сулејмана Величанственог.

## Изглед
Хамам је једноставне основе са две неједнаке куполе које се налазе на осмостраним тамбурима. Подељена је на два одељења, једно које представља простор за одлагање одеће и главни део који поседује дубоки осмострани базен дубине око 1,5 m. У базену се истовремено могу купати и мушкарци и жене, због тога овај хамам припада типу једноструких хамама.
Зграда је изграђена од опеке и крупних камених блокова који се комбинују, а опасана је фино профилисаним кровним венцем. Кров је четворосливни и покривен је ћерамидом.

## Обнова и рестаурација
Улаз у старо купатило је онеспособљен и заклоњен изградњом спратног објекта у периоду између два светска рата. Овај објекат је уклоњен почетком друге деценије XXI века што је омогућило започињање радова на хамаму према условима Завода за заштиту споменика културе у Краљеву, а помоћу Исламске верске заједнице.

## Галерија
- Унутрашњост хамама.
- Унутрашњост хамама.
- Хамам споља.